# Vicenç Solé de Sojo
Vicenç Solé de Sojo (Barcelona, 5 d'octubre de 1891 - Barcelona, 10 de novembre de 1963) fou un poeta, advocat i polític català.

## Biografia
Va néixer al carrer del Bruc de Barcelona, fill de Vicente Solé Fernández-Cuéllar, natural de Quintanar de la Orden, i de Carme de Sojo i Lluch, natural de Valls.
Es llicencià en Dret i en Filosofia i Lletres. Treballà com a catedràtic de Dret Marítim a la Universitat de Barcelona, escriví poesia a El Poble Català influïda del parnassianisme i Gabriele d'Annunzio, i traduí les poesies de Baquil del grec al català. També fou secretari de l'Ateneu Barcelonès del 1926 al 1928.
Militant de la Lliga Regionalista (després Lliga Catalana), en fou elegit diputat per Barcelona ciutat a les eleccions generals espanyoles de 1933. En esclatar la guerra civil espanyola s'exilià a París, on col·laborà amb Joan Estelrich i Artigues en el Bureau d'Information Espagnole, oficina propagandística de suport al nou règim de Francisco Franco creada per Francesc Cambó.

## Obres
- La branca nua (1927)
- L'ombra dels marbres (1947)
- El Principio de responsabilidad limitada en el derecho marítimo (1955)
- Estances (1957)
- Poema de Rut